# Innsbrucker AC (Frauenfußball)
Innsbrucker AC  ist ein Fußballverein aus Innsbruck. Die Frauenfußballabteilung des Innsbrucker AC wurde 1991 gegründet und bestand bis zum 30. Juni 2006, da die Abteilung durch den FC Wacker Innsbruck übernommen wurde. Die erste Mannschaft spielte von 1997 bis zur Auflösung 2006 in der Frauen-Bundesliga, von 2002 bis zur Auflösung unter dem Namen Innsbrucker AC/FC Tiroler Loden.

## Geschichte
1992–1995: Aufstieg der Frauenabteilung
| 1992–1995                   | 1992–1995             | 1992–1995          | 1992–1995          | 1992–1995          | 1992–1995          | 1992–1995          | 1992–1995          |
| Saison                      | Platz (Teiln.)        | Sp                 | S                  | U                  | N                  | Tore               | Pkt.               |
| Tiroler Frauenliga          | Tiroler Frauenliga    | Tiroler Frauenliga | Tiroler Frauenliga | Tiroler Frauenliga | Tiroler Frauenliga | Tiroler Frauenliga | Tiroler Frauenliga |
| --------------------------- | --------------------- | ------------------ | ------------------ | ------------------ | ------------------ | ------------------ | ------------------ |
| 1992/93                     | 01. (4)               | 10                 | 09                 | 0                  | 01                 | 100:5              | 18                 |
| 1993/94                     | 01. (4)               | 10                 | 10                 | 0                  | 0                  | 123:4              | 20                 |
| Bundesliga 2. Division West |                       |                    |                    |                    |                    |                    |                    |
| 1994/95                     | 01. (4)               | 06                 | 05                 | 01                 | 0                  | 21:03              | 11                 |
| Legende                     |                       |                    |                    |                    |                    |                    |                    |
|                             | Meister bzw. Aufstieg |                    |                    |                    |                    |                    |                    |

Gegründet wurde die Sektion im Jahr 1991. Bereits 1992/93 spielten die Innsbruckerinnen erstmals in der Tiroler Meisterschaft mit und wurden auf Anhieb Meister der Tiroler Frauenliga. Zudem nahmen die Innsbruckerinnen 1992 auch erstmals am ÖFB-Pokal teil. In der Saison 1993/94 wurde der Titel in der Tiroler Liga erfolgreich verteidigt und der Verein entschloss sich, in die Westliga aufzusteigen. Den ersten großen Erfolg feierte die Mannschaft ebenfalls 1994 mit dem Gewinn des ÖFB-Frauen-Cups als erst zweiter Tiroler Frauenfußballverein nach dem FC Wacker Innsbruck, der den Titel 1985 hatte erringen können. Im Endspiel besiegten die damals zweitklassigen Tirolerinnen den österreichischen Traditionsverein und Rekordmeister, USC Landhaus Wien nach einem 1:1-Remis im Elfmeterschießen mit 3:2.
1995–2006: IAC-Frauen in der 1. Bundesliga
| 1995–2006 | 1995–2006                   | 1995–2006                   | 1995–2006                   | 1995–2006                   | 1995–2006                   | 1995–2006                   | 1995–2006                   |
| Saison | Platz (Teiln.)              | Sp                          | S                           | U                           | N                           | Tore                        | Pkt.                        |
| Bundesliga 2. Division West | Bundesliga 2. Division West | Bundesliga 2. Division West | Bundesliga 2. Division West | Bundesliga 2. Division West | Bundesliga 2. Division West | Bundesliga 2. Division West | Bundesliga 2. Division West |
| --- | --------------------------- | --------------------------- | --------------------------- | --------------------------- | --------------------------- | --------------------------- | --------------------------- |
| 1995/96 K1 | 02. (4)                     | 06                          | 04                          | 0                           | 02                          | 28:10                       | 12                          |
| 1996/97 | 01. (4)                     | 12                          | 07                          | 0                           | 05                          | 32:20                       | 21                          |
| Frauen-Bundesliga |                             |                             |                             |                             |                             |                             |                             |
| 1997/98 IAC1 | 04. (8)                     | 14                          | 07                          | 01                          | 06                          | 24:25                       | 22                          |
| 1998/99 IAC1 | 03. (7)                     | 12                          | 05                          | 02                          | 05                          | 21:24                       | 17                          |
| 1999/2000 | 04. (8)                     | 14                          | 08                          | 01                          | 05                          | 51:28                       | 25                          |
| 2000/01 | 04. (10)                    | 18                          | 10                          | 01                          | 07                          | 41:48                       | 31                          |
| 2001/02 IAC2 | 01. (11)                    | 20                          | 18                          | 02                          | 0                           | 77:22                       | 54                          |
| 2002/03 | 02. (10)                    | 18                          | 14                          | 0                           | 04                          | 71:27                       | 42                          |
| 2003/04 | 03. (10)                    | 18                          | 11                          | 02                          | 05                          | 69:27                       | 35                          |
| 2004/05 | 03. (10)                    | 18                          | 11                          | 02                          | 05                          | 53:29                       | 35                          |
| 2005/06 | 04. (10)                    | 18                          | 09                          | 01                          | 08                          | 54:42                       | 28                          |
| Legende |                             |                             |                             |                             |                             |                             |                             |
| | Meister bzw. Aufstieg       |                             |                             |                             |                             |                             |                             |
| | Auflösung                   |                             |                             |                             |                             |                             |                             |
| K1 1995/96: Einführung der Dreipunkteregel. IAC1 1997/98 und 1998/99: Die Kampfmannschaft der Frauen des Innsbrucker AC nahm als Spielgemeinschaft mit dem FC Tirol unter dem Namen SG FFC Tirol/IAC an der Meisterschaft teil. IAC2 ab 2001/02: Der Innsbrucker AC findet in Tiroler Loden einen Hauptsponsor und spielt unter dem Namen Innsbrucker AC/Tiroler Loden. |                             |                             |                             |                             |                             |                             |                             |

Auch 1996 stand der Verein im Pokalendspiel, verlor das Finale jedoch gegen Union Kleinmünchen mit 0:2. In den Jahren 1995 und 1997 wurde in der Regionalliga West jeweils der Meistertitel errungen und der Verein entschloss sich, vom Aufstiegsrecht in die Frauenbundesliga Gebrauch zu machen.
Seit der Saison 1997/98 spielt der Innsbrucker AC in der Österreichischen Frauenfußball-Bundesliga. Der Verein etablierte sich sofort in der höchsten Spielklasse und war Jahr für Jahr im Spitzenfeld zu finden. In der Saison 2001/02 feierten die Tirolerinnen den ersten österreichischen Meistertitel mit nur zwei Punkten Vorsprung auf den sich im Aufstieg befindlichen SV Neulengbach. Im Herbstdurchgang verzeichnete der Innsbrucker AC nur eine Niederlage gegen den regierenden Meister USC Landhaus. Nach einer weiteren Niederlage gegen die Wienerinnen im Frühjahr schien sich der Titelkampf auf ein Duell zwischen USC Landhaus und SV Neulengbach zu beschränken. Mit einem 3:0-Heimsieg gegen Neulengbach brachte sich Innsbruck wieder zurück in den Kampf um den Meistertitel und nachdem die restlichen Spiele gewonnen wurden, feierte der Innsbrucker AC seinen bis heute größten Erfolg. Innerhalb kurzer Zeit wurde der Innsbrucker AC damit zum erfolgreichsten Frauenfußballverein Westösterreichs und machte Innsbruck damit zur erst vierten Stadt eines österreichischen Frauenfußballmeisters nach Wien, Linz und Leoben. Nachdem 2001 auch bei den Frauen der Supercup eingeführt wurde, durfte Innsbruck aufgrund des Meistertitels 2002 erstmals um diesen Titel spielen. Das Spiel ging jedoch gegen USC Landhaus Wien mit 3:6 klar verloren.
Mit dem Gewinn der Meisterschaft qualifizierten sich die Tirolerinnen auch für den UEFA Women’s Cup der Saison 2002/03. Die Vorrundenspiele wurden in Gruppen mit jeweils vier Mannschaften ausgetragen. Die Tirolerinnen bewarben sich um die Austragung ihrer Gruppe und bekamen auch von der UEFA den Zuschlag. Mit CSK VVS Samara aus Russland, FCL Kilmarnock aus Schottland und Sociedade Uniao 1° de Dezembro aus Portugal hatte der Innsbrucker AC jedoch zu übermächtige Gegner und musste sich in allen Spielen geschlagen geben.
Trotz guter Spiele konnte der Innsbrucker AC seinen Meistertitel in der Folgesaison nicht verteidigen und belegte hinter dem SV Neulengbach den zweiten Rang. 2005 erreichten die Innsbruckerinnen erneut das Pokalfinale im ÖFB-Frauencup, verloren jedoch knapp mit 1:2 gegen Neulengbach. Das Spiel um den Supercup musste wie bei den Herren auf Grund von Terminproblemen abgesagt werden. Überraschend gab der Vereinsvorstand nach Ende der Saison 2005/06, in welcher der vierte Platz belegt worden war, den Rückzug aus der obersten Liga bekannt. Gründe wurden hierfür offiziell keine verlautbart.
Sportlicher Leiter
- 1. Juli 1997 – 30. Juni 2006: Horst Braun[2]

Bekannte Spielerinnen
- 2003–2017: Daniela Iraschko-Stolz[3][4]
- 2002–2006: Ajssel Achmedowa
- 2002–2003: Irene Fuhrmann

Weitere Spielerinnen

Diese Spielerinnen standen in der Vorrunde des UEFA Women’s Cup 2002/03 im Kader:

Nadja Huber – Isabel Hochstöger – Gabriele Lechner – Daniela Steffan – Stefanie Bielowski – Sandra Zerhau – Ani Mircheva – Anke Stehrer – Verena Nagl – Natascha Radmann – Yvonne Krieg – Christina Bielowski – Simone Langmaier

## Titel und Erfolge
- Meisterschaft
  - 1 × Österreichischer Frauen-Fußball-Meister: 2002
  - 1 × Österreichischer Frauen-Fußball-Vizemeister: 2003
  - 3 × Meister Tiroler Frauenliga: 1993, 1994, 2000
  - 2 × Bundesliga 2. Division West: 1995, 1997
- Cupbewerbe national
  - 1 × Österreichischer Cupsieger: 1994
  - 2 × Österreichischer Cupfinalist: 1996, 2005
  - 1 × Supercupfinalist: 2002
- Cupbewerbe international
  - 1 × UEFA-Women’s-Cup-Teilnehmer: 2002/03